# David Webb (mathématicien)
Pour les articles homonymes, voir David Webb et Webb.
David L. Webb est un mathématicien américain né en 1953, connu pour son travail en géométrie isospectrale, qui concerne le fait d'entendre la forme d'un tambour (en).

## Carrière
Webb étudie à l'Université Cornell où il obtient son doctorat en 1983 sous la supervision de Kenneth Stephen Brown (en). Il est actuellement professeur de mathématiques au Dartmouth College à Hanover, New Hampshire.

## Prix et distinctions
En 2001 Webb est lauréat conjointement avec Carolyn Gordon du Prix Chauvenet décerné par la Mathematical Association of America pour leur article de 1996 paru dans American Scientist, « You can't hear the shape of a drum ».

## Sélection d'articles
- Carolyn Gordon et David Webb, « You can't hear the shape of a drum », American Scientist, vol. 84, no January-February,‎ 1996, p. 46-55
- C. Gordon, D. Webb et S. Wolpert, « Isospectral plane domains and surfaces via Riemannian orbifolds », Inventiones Mathematicae, vol. 110,‎ 1992, p. 1-22 (DOI 10.1007/BF01231320)
- Carolyn Gordon, David Webb et Scott Wolpert, « One Cannot Hear the Shape of a Drum », Bulletin of the American Mathematical Society, vol. 27,‎ 1992, p. 134-138 (DOI 10.1090/S0273-0979-1992-00289-6, lire en ligne)
- Grothendieck groups of dihedral, 1983